# Камионџије д. о. о. (3. сезона)
Трећа сезона хумористичке телевизијске серије Камионџије д. о. о. емитована је од 8. априла до 21. маја 2023. на РТС 1. Трећа сезона се састоји од 12 епизода.

## Радња
Серија “Камионџије д. о. о.” почела је случајним сусретом Жиће, бившег шофера, а потом библиотекара у малој сеоској школи у околини Уба - и Баје, возача аутобуса у градском саобраћајном предузећу у Убу. Тај сусрет је у потпуности изменио њихове животе.
Њихове авантуре, у новој сезони серије “Камионџије д. о. о.”, почињу тако што они све теже долазе до новца превозећи робу. Процене да је исплативије да се баве превозом гастарбајтера, па одлуче да иду на часове немачког језика. Планове им поквари казна која је уследила након њихове вожње у пијаном стању...

## Улоге

### Главне
- Ненад Јездић као Предраг Бабурић "Баја"
- Тихомир Станић као Живорад Грујић "Жића"
- Паулина Манов као Дара Грујић
- Бранислав Зеремски као Ђорђе Грчић "Грча Јарац"
- Анка Гаћеша као Невенка Грчић "Нена"
- Марко Гверо као Миодраг Регуловић "Грга Мурињо"
- Тања Пјевац као Зорица Станисављевић "Зока"
- Јована Гавриловић као Авдика Јовановић
- Небојша Илић као Родољуб Станиславковић

### Епизодне
- Небојша Миловановић као иследник Максимовић (епизоде 2−3, 5, 7−8, 10−12)

### Гостујуће
- Андреј Шепетковски као Реџиналд Јовановић "Реџа" (епизода 12)
- Бранимир Брстина као Станоје Грчић "Стен" (епизода 12)

## Епизоде
| Бр. еп. (укупно) | Бр. еп. (у сезони) | Наслов | Редитељ       | Сценариста        | Премијера       |
| --- | ------------------ | ------ | ------------- | ----------------- | --------------- |
| 33 | 1                  |        | Филип Чоловић | Владимир Ђурђевић | 8. април 2023.  |
| Жића и Баја имају нови план за посао. Желе да се баве превозом људи, али још увек немају дозволу за то. Приликом једног ангажмана за циркус, Жића и Баја се играју са мајмуном Пунишом. У циркусу, Жића чује да врачара Мирођија за три хиљаде динара открива будућност. Жића оде код врачаре. Мирођија тражи да код ње дође и Баја, који се противи тој идеји. Баја ипак дође код Мирођије. Она каже Баји да он никад ништа неће да заради и да ће имати дете, а Жићи саопшти да ће ускоро доћи у посед нечега што има милионску вредност...                                                                                               |                    |        |               |                   |                 |
| 34 | 2                  |        | Филип Чоловић | Владимир Ђурђевић | 9. април 2023.  |
| Баја и Зока усред ноћи наиђу на дечака који се изгубио. Испостави се да је тај дечак избеглица из Сирије. Доведу га у полицију. Дечака нико не тражи, нема га на списку избеглица. У полицији кажу да те вечери дечака могу једино да сместе у затвор. Зока одлучи да дечака одведе до своје куће. Игром случаја, Жића дође у посед велике драгоцености. Приликом једне вожње, Баја и Жића наиђу на сватове којима се покварио аутобус. Њих двојица их довезу до места где би требало да буде одржана свадба, али младожењина мајка тражи од Баје да буде девер, а Жића стари сват.                                                         |                    |        |               |                   |                 |
| 35 | 3                  |        | Филип Чоловић | Владимир Ђурђевић | 15. април 2023. |
| Жића и Баја су изнајмили собу за преноћиште. На њихова врата закуцају две атрактивне жене и замоле их да им допусте да преспавају код њих двојице. Жића би да их пусти у собу, али се Баја противи тој идеји. Ујутро, Баја и Жића су у казину, где их ухвати коцкарска страст. За то време, Жићина супруга, Дара, веома је забринута, јер јој се он не јавља. Она оде у полицију да провери да ли су Баја и Жића имали саобраћајни удес. |                    |        |               |                   |                 |
| 36 | 4                  |        | Филип Чоловић | Владимир Ђурђевић | 16. април 2023. |
| Бајин и Жићин пријатељ Родољуб љут је на њих двојицу. Није задовољан пословном сарадњом са њима, јер не могу да се навикну на ново време и измењена правила пословања по којима се организовање превоза њиховим камионом обавља преко интернета. Приликом једне вожње, Баја и Жића примете да их прати аутомобил у којем су двојица сумњивих типова. Жића је престрашен због тога. Жића доноси мало новца кући, па је његова супруга Дара принуђена да се запосли као конобарица у кафани. |                    |        |               |                   |                 |
| 37 | 5                  |        | Филип Чоловић | Владимир Ђурђевић | 22. април 2023. |
| Жића и Баја су завршили у затвору јер су лажно оптужени за пљачку бензинске пумпе. Жићина супруга Дара и његов таст Грча брину се што не знају где је он. Жића се не јавља на позиве на мобилни телефон. Грча мисли да су њих двојица притворени због пијанства. Међутим, радник на пумпи приликом прегледа осумњичених, на којем су били и прави пљачкаши пумпе, каже да су баш Баја и Жића пљачкаши пумпе. Захваљујући Невенки, Жићиној свастици, која ради као новинарка, убрзо се разоткрије права истина и њих двојицу пусте из затвора.                                                                                               |                    |        |               |                   |                 |
| 38 | 6                  |        | Филип Чоловић | Владимир Ђурђевић | 23. април 2023. |
| Жићина свастика, Невенка, сазнала је да га локални ситни криминалци, Скакавац и Трипер, прогоне јер им је он узео нешто што им припада. Жића и Баја, с друге стране, имају проблема да се навикну на нови начин пословања у превозу робе за шта је потребно да савладају све финесе везане за апликацију на мобилном телефону. Жићина супруга, Дара, забринута је за њега, јер све чешће решење за стресне ситуације у које стално упада решава конзумирајући алкохол. Дара наговори Бају да поразговара са Жићом и упозори га да не би требало толико да пије.                                                                             |                    |        |               |                   |                 |
| 39 | 7                  |        | Филип Чоловић | Владимир Ђурђевић | 29. април 2023. |
| Дара је забринута због тога што је њен супруг Жића у великом проблему – све више пије. И Баја, компањон који са њим вози камион, сматра да Жића не би требало толико да пије. Баја је искусан у конзумирању алкохола, а Жића је тек одскоро почео озбиљно да пије и тако може лако да доведе и себе и друге у опасност. Жића је огорчен због те квалификације и одлучи да раскине ортаклук са Бајом. С друге стране, Баја има проблема са својом партнерком Зоком, која жели да усвоји дечака – мигранта. Баја није спреман за тако крупан потез у њиховим животима.                                                                        |                    |        |               |                   |                 |
| 40 | 8                  |        | Филип Чоловић | Владимир Ђурђевић | 30. април 2023. |
| Баја и Жића су се помирили. Да би некако нормализовали своје животе њих двојица одлуче да се, уз помоћ пријатеља Меше, на извесно време преселе у Нови Пазар. Рачунају да ће миран живот у другом граду да их излечи од алкохолизма с којим имају све више проблема. У Новом Пазару, Баја и Жића иду на сеансе код психотерапеуткиње која Жићи препише таблете уз помоћ којих ће лакше да преброди апстиненцијалне кризе. Жића је увређен. Психотерапеуткиња је преписала њему таблете, али не и Баји који дуже има проблема с алкохолом.                                                                                                   |                    |        |               |                   |                 |
| 41 | 9                  |        | Филип Чоловић | Владимир Ђурђевић | 13. мај 2023.   |
| Баја и Жића су се на извесно време преселили у Нови Пазар, с намером да се излече од алкохолизма. Боравећи у Новом Пазару покушавају да зараде за живот возећи линијски комби од града до плаже у Рибарићима. Док чекају путнике за плажу у комби им упадне усплахирена жена, Силвија, која од њих тражи да прате црвени ауто. У том ауту је Сафет, Силвијин љубавник, који је вара са другом женом. Силвија је огорчена због тога и спремна да му се освети. Силвија сматра да ће због те жене Сафет да растури своју породицу, а ако му она, Силвија, која поштује Сафетову супругу, остане љубавница његова породица ће остати на окупу. |                    |        |               |                   |                 |
| 42 | 10                 |        | Филип Чоловић | Владимир Ђурђевић | 14. мај 2023.   |
| Баја и Жића су се вратили из Новог Пазара кући, у Уб. Док су они били одсутни од куће, Жићин таст - Грча и Грга Мурињо су користили њихов камион и преварили послодавца лажно се представљајући – као Баја и Жића. Испостави село, међутим, да су Грча и Грга били ефикасни и зарадили доста новца, па су Баја и Жића одлучили да им дозволе да они и даље возе камион. Баја и Жића су се определили да наставе да возе комби. За то време новинарка Невенка покушава да пронађе ситне криминалце, Трипера и Скакавца, који су игром случаја довели Жићу и његову породицу у опасност.                                                      |                    |        |               |                   |                 |
| 43 | 11                 |        | Филип Чоловић | Владимир Ђурђевић | 20. мај 2023.   |
| Дара је преплашена јер су њен муж Жића и његов пословни партнер Баја нестали. Она проналази њихове мобилне телефоне у комбију, али њих двојице нигде нема. Дара позове своју сестру, новинарку Невенку, да јој помогне. Забринута је и Бајина партнерка, Зока, која је спремна да алармира и полицију. Дарин отац, Грча, мисли да се Дара без разлога брине. Сигуран је да су се њих двојица негде запили. Дари се обрати мистериозни човек који се представи као да је припадник безбедносне агенције. Саопшти јој да имају озбиљне индиције да су Баја и Жића отети.                                                                      |                    |        |               |                   |                 |
| 44 | 12                 |        | Филип Чоловић | Владимир Ђурђевић | 21. мај 2023.   |
| Баја и Жића су спремни да у свом старом комбију возе туристе. Послодавац Родољуб мисли да је њихове возило неугледно, а нису ни одговарајуће обучени, па им је спремио адекватну одећу. Баја и Жића се најпре противе да носе одела, али убрзо пристану на нове услове. У комбију су туристи из Немачке, међу којима је Силванина тетка. Силвана је Жићина и Бајина добра пријатељица. Силванина тетка је са собом из Немачке повела младића Дитриха, којем је Силванина мајка обећала брак са Силваном. Дитрих није сигуран да ће се он допасти Силвани. У току вожње комби им се квари, па ка граду крећу пешице.                         |                    |        |               |                   |                 |